# Re d'Italia (oklopnjača)
Olupina broda imena Re d'Italia , kod otoka Visa, područje Grada Komiže, zaštićeno kulturno dobro.

## Opis dobra
U pomorskoj bitci između talijanske i austro-ugarske flote kod Visa 1866. godine potopljeni su talijanski brodovi Palestro i Re d'Italia, a veći broj manjih brodova je oštećen. Tijekom talijansko – austrijskog sukoba, u srpnju 1866.g .(Viška bitka) austrijski brod Erzherzog Ferdinand Max probio je pramčanim kljunom talijanski brod Re d`Italia te ga potopio kod Visa. Re d` Italia je oklopna fregata naručena u SAD (New Yorku), izrađena u brodogradilištu Webb od 1861. do 1863. godine. Radi se o drvenom brodu, uzdužno oklopljenom pločama od lijevanog željeza (dužina 84,3 m, visina 16,6 m, gaz 6, 7 m). Napravljen je kao „blizanac“ broda Re di Portogallo. Oklopljena fregata Re d`Italia bila je jedan od najmodernijih brodova, na kojem se, osim na razaraču „Affonditore“, temeljila novoizgrađena, moderna talijanska flota.

## Zaštita
Pod oznakom Z-2186 zavedena je kao nepokretno kulturno dobro - arheologija, pravna statusa zaštićena kulturnog dobra, klasificirano kao "podvodna arheološka zona/nalazište".

## Vanjske poveznice
- Alex Kvarantan: Palestro - 150 godina na dnu  Podvodni.hr
- (eng.) Wrecksite